# رون ماكدونالد
رون ماكدونالد هو سياسي كندي، ولد في 23 يونيو 1955 في كندا. حزبياً، نشط في الحزب الليبرالي الكندي. وقد انتخب عضو مجلس العموم الكندي.